# Black Notley
Black Notley – wieś w Anglii, w hrabstwie Essex, w dystrykcie Braintree. Leży 15 km na północny wschód od miasta Chelmsford i 62 km na północny wschód od Londynu. W 2001 miejscowość liczyła 1646 mieszkańców.